# لیتیم (دارو)
لیتیم (به انگلیسی: Lithium)
رده درمانی: داروهای تثبیت‌کننده خلق
اشکال دارویی: قرص

## موارد مصرف
لیتیم در درمان اختلال دوقطبی و بیشتر فاز شیدایی آن مصرف می‌شود. لیتیم اصلی ترین داروی درمان و کنترل اختلال دوقطبی است. از آنجایی که دوقطبی بارزترین اختلال خلقی می باشد! و لیتیم نیز اصلی ترین ماده تثبیت خلق و خوی، پس چنین نتیجه‌ای دور از ذهن نیست. این ماده در وهله اول به عنوان داروی روانپزشکی و برای درمان اختلال دوقطبی و اختلال افسردگی عمده مقاوم به درمان استفاده می شد. لیتیم سالهاست که تحقیقات بالینی گسترده ای دارد. این دارو می تواند خطر خودکشی را کاهش دهد.  لیتیم همچنین برای درمان اختلال شخصیت مرزی و اختلال شخصیت اجتماعی و برخی از انواع اوتیسم حاد مصرف می شود. با توجه به عارضه بیقراری و تپش قلبی که در بیشتر مصرف کنندگان ایجاد می کند، برای درمان اضطراب و اختلالات اضطرابی مانند پانیک توصیه نمی شود. این دارو یک روان‌انگیز مناسب است و میزان تاثیرات لیتیم به دوز دارو، زمان مصرف در روز و مدت زمان مصرف بستگی زیادی دارد. آزمایش منظم الکترولیتها در خون به خصوص سدیم و همچنین آزمایش شمارش کامل خون یعنی CBC باید حتما اتجام شود.  همچنین آزمایش های سلامت کبد و کلیه هم بهتر است انجام بگیرد. توصیه می شود بعد از ۵ روز در صورت فقدان عوارض جانبی زیاد، آزمایش‌ها انجام شود. سپس هر ۱ هفته به مدت ۳ ماه و پس از آن هر ۳ ماه یکبار تا ۱ سال و در نهایت اگر سلامت کامل حاصل بود، دارو تا انتهای عمر بیمار باید مصرف شود!  

## مکانیسم اثر
این دارو تثبیت‌کننده خلق است. احتمالاً به دلیل شباهت یون لیتیوم به یون سدیم، جایگزین سدیم شده‌و در ایجاد پتانسیل عمل در سلول‌های عصبی اختلال ایجاد می‌کند، بر روی عملکرد واسطه‌های شیمیایی عصبی مثل نوراپی نفرین، سروتونین، دوپامین واستیل کولین و گیرنده‌های آن‌ها تأثیر می‌گذارد.

## عوارض جانبی
لیتیم از دسته داروهایی است که ممکن است عوارض جانبی گسترده ای داشته  باشد از این رو بایستی مرتب فرد بیمار مصرف کننده تحت کنترل باشد. این دارو چند سالی است که غالبا فقط به افراد دچار اختلال دوقطبی شدیدی که بستری هستند داده می شود. لیتیم ثبات برخی از املاح موجود در خون مانند سدیم و پتاسیم را دستخوش تغییر می کند به این سبب بیشتر ممکن است عوارض جدی داشته باشد. اختلال گوارشی، لرزش، پرنوشی و پر ادراری، افزایش وزن و خیز از عوارض جانبی دارو هستند.عوارض جانبی آن افزایش ادرار ، لرزش دست ها و افزایش تشنگی و عوارض جانبی جدی مثل کم کاری تیروئید ، دیابت بی مزه  و  مسمومیت با لیتیم را می توان نام برد که با نظارت بر سطح خونی دارو قابل کنترل است.اگر سطح خونی دارو خیلی بیش از حد مجاز باشد علایم اسهال ، استفراغ ، هماهنگی ضعیف ، خواب آلودگی و زنگ زدن در گوش ایجاد می شود .همچنین مصرف لیتیم در بارداری باعث ایجاد مشکلاتی در بچه می شود.اما استفاده از آن در شیردهی بی خطر است.  این دارو  در دسته تثبیت کننده خلق قرار می گیرد.